# Östermans testamente
Östermans testamente är en svensk film från 1954 i regi av Ragnar Frisk. I rollerna ses bland andra Adolf Jahr, Arthur Fischer och John Elfström. Dagmar Ebbesen gjorde med sin medverkan sin sista filmroll.
Manus skrevs av Per Schytte och Sölve Cederstrand. Jules Sylvain komponerade musiken, Jan Lindeström fotade och Tage Holmberg klippte. Inspelningen ägde rum 1954 i Metronomes studio i Stocksund samt på Södra Stavsudda på Möja i Stockholms skärgård. Filmen hade urpremiär den 27 september samma år på biograf Saga i Norrtälje.

## Handling
Fiskarna Österman och Sjöberg blir stämda av handelsman Wikström. För att få in kapital bestämmer de sig för att börja tillverka patentmedicinen Östermans testamente enligt ett recept efter Östermans far. Wikström gör alla för att stoppa dem. Mot slutet begravs dock stridsyxan och trion blir vänner igen. Österman gifter sig med hushållerskan Amanda.

## Rollista
- Adolf Jahr	– Niklas Österman, fiskare
- Alva Berggren – Rosa, Niklas systerdotter
- John Elfström – Anders Sjöberg, fiskare
- Hjördis Petterson	– Hilda Sjöberg, Anders hustru
- Dagmar Ebbesen – Amanda Johansson, hushållerska hos Österman
- Arthur Fischer – Konrad Wikström, handelsman
- Bengt Blomgren – Torsten Wikström, Konrads son
- Gunnel Wadner – Karin
- Rut Hoffsten – Lisa Widegren
- Ulla-Bella Fridh – Anna-Greta Persson
- Olof Eklund – Johnny
- Anders Andelius – Berra
- Per Appelberg – Wille
- Bert-Åke Varg – Pelle
- Birger Lensander – Isidor
- Georg Skarstedt – Efraim
- Erik "Bullen" Berglund – Åberg, fabrikör
- Gösta Gustafson – Boman, adjunkt
- Brita Öberg – överstinna
- Astrid Bodin – pensionatsvärdinna

## Mottagande
Svenska Dagbladets recensent menade att filmen var "schablonartad" och humorn "burlesk". Trots detta uppskattade anmälaren fotot och skådespelarinsatserna. Recensenten fortsatte och uppmärksammade att filmen var Dagmar Ebbesens sista, vilket ansågs vara tråkigt. Expressen ansåg att skildringen av de båda fiskarna var orealistisk, men ansåg dock att filmen var underhållande. Arbetarens anmälare gillade inte filmen och kallade Ragnar Frisks regi för "unken".

### Fotnoter
1. 1 2 3 4  ”Östermans testamente”. Svensk Filmdatabas. http://sfi.se/sv/svensk-filmdatabas/Item/?itemid=4444&type=MOVIE&iv=Basic. Läst 21 mars 2013.